# Rivière Gascogne
 (juillet 2014).
La rivière Gascogne, est un cours d'eau qui coule dans le département Centre à Haïti, et un affluent de la rivière Fer à Cheval. fleuve Artibonite.

## Géographie
Cette rivière prend sa source dans la chaîne du Trou d'Eau. 
Elle coule dans l'arrondissement de Mirebalais. Elle se jette dans la rivière Fer à Cheval à une dizaine de kilomètres au sud-est de la ville de Mirebalais dans les sections communaux de Gros Morne, Marceline et Gascogne.
Elle contribue au bassin fluvial du fleuve Artibonite.